# Omar Fraile
Omar Fraile Matarranza (ur. 17 lipca 1990 w Santurtzi) – hiszpański kolarz szosowy. Olimpijczyk (2020).

## Osiągnięcia
Opracowano na podstawie:

2011
- 3. miejsce w mistrzostwach Hiszpanii U23 (jazda indywidualna na czas)

2015
- 1. miejsce w klasyfikacji górskiej Vuelta al País Vasco
- 1. miejsce w Giro dell’Appennino
- 1. miejsce na 4. etapie Quatre Jours de Dunkerque
- 1. miejsce w klasyfikacji górskiej Vuelta a España

2016
- 1. miejsce w klasyfikacji górskiej Vuelta a Burgos
- 1. miejsce w klasyfikacji górskiej Vuelta a España

2017
- 2. miejsce w Tour de Yorkshire
- 1. miejsce na 11. etapie Giro d’Italia

2018
- 1. miejsce na 5. etapie Vuelta al País Vasco
- 1. miejsce na 1. etapie Tour de Romandie
- 3. miejsce w mistrzostwach Hiszpanii (start wspólny)
- 1. miejsce na 14. etapie Tour de France

2019
- 1. miejsce na 1. etapie Vuelta a España (jazda drużynowa na czas)

2020
- 1. miejsce w klasyfikacji górskiej Vuelta a Murcia

2021
- 1. miejsce w mistrzostwach Hiszpanii (start wspólny)

2022
- 3. miejsce w Tour of Britain

2023
- 1. miejsce na 5. etapie Vuelta a Andalucía

## Rankingi
| Rok             | 2013 | 2014 | 2015 | 2016 | 2017 | 2018 | 2019 | 2020 | 2021 | 2022 | 2023  | 2024  |
| --------------- | ---- | ---- | ---- | ---- | ---- | ---- | ---- | ---- | ---- | ---- | ----- | ----- |
| UCI World Tour  |      |      |      | 214. | 135. | 99.  |      |      |      |      |       |       |
| World Ranking   |      |      |      | 406. | 288. | 188. | 728. | 266. | 306. | 413. | 1186. | 1707. |
| UCI Europe Tour | 991. | 866. | 88.  | 553. | 471. | 686. | 533. | 217. | 259. | 331. | -     | -     |
|                 |      |      |      |      |      |      |      |      |      |      |       |       |
| Źródło: UCI     |      |      |      |      |      |      |      |      |      |      |       |       |